# Mirzodżon Szirindżonow
Mirzodżon Szirindżonow (ros. Мирзоджан Ширинджанов, ur. 1922 w obwodzie fergańskim, zm. ?) – działacz państwowy Tadżyckiej SRR.

## Życiorys
Od 1940 był nauczycielem w szkole w Chorogu, od 1945 należał do WKP(b), 1947-1950 był instruktorem i kierownikiem sektora szkół Wydziału Propagandy i Agitacji Komitetu Obwodowego Komunistycznej Partii (bolszewików) Tadżykistanu Gorno-Badachszańskiego Obwodu Autonomicznego, a 1950-1953 I sekretarzem Komitetu Obwodowego Komsomołu tego obwodu autonomicznego. W latach 1953–1955 był słuchaczem Wyższej Szkoły Partyjnej przy KC KPZR, 1956-1958 I sekretarzem rejonowego komitetu Komunistycznej Partii Tadżykistanu w Gorno-Badachszańskim Obwodzie Autonomicznym, a 1958-1961 sekretarzem Komitetu Obwodowego KPT Gorno-Badachszańskiego Obwodu Autonomicznego. Od kwietnia 1961 do 1967 był przewodniczącym Komitetu Wykonawczego Rady Gorno-Badachszańskiego Obwodu Autonomicznego, a 1967-1980 kierownikiem Wydziału Organów Radzieckich Zarządu Spraw Rady Ministrów Tadżyckiej SRR. Był odznaczony Orderem Czerwonego Sztandaru Pracy i dwoma Orderami Znak Honoru.